# Schiedamse molens

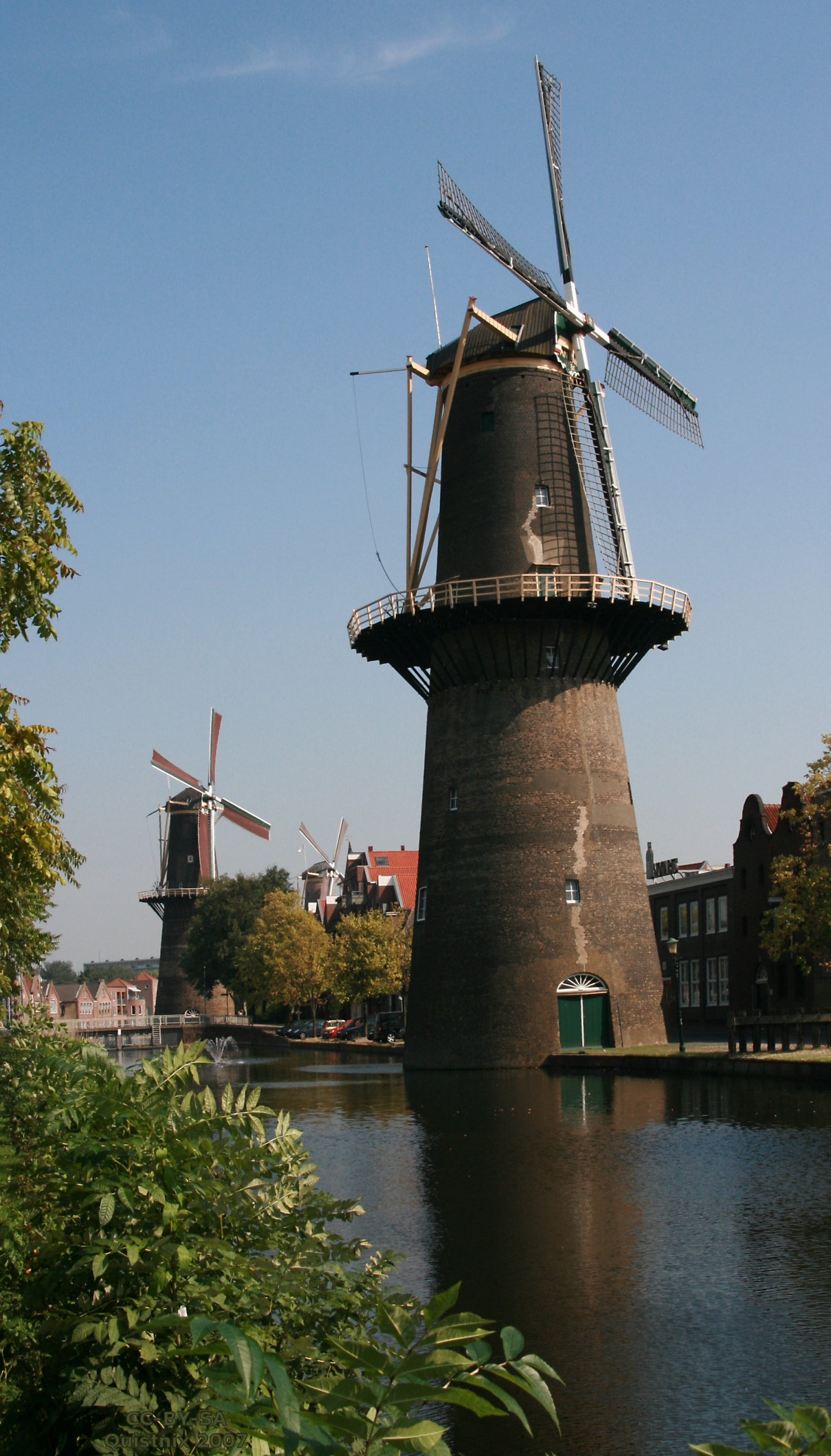
Blik op drie van de vijf klassieke stadsmolens, De Vrijheid, De Noord en De Palmboom (geheel op de achtergrond)

De Schiedamse molens zijn de hoogste klassieke windmolens ter wereld. Er zijn zes molens overgebleven van de twintig die ooit in het oude Schiedam stonden. De molens werden ingezet als brandersmolens, en maalden gemout graan voor de branders, die moutwijn stookten voor de jeneverindustrie. Buiten de oude stad staat nog de Babbersmolen. Sinds maart 2006 heeft Schiedam een zevende (moderne) molen, De Nolet. Het is met een hoogte van meer dan 43 meter de hoogste klassiek uitziende windmolen ter wereld en produceert energie.

## De twintig Schiedamse stenen stelling stadsmolens
(Cursief = molen bestaat nog)
- De Steene Molen (1683-1779)
- De Drie Koornbloemen (1770-heden)
- De Eendragt ( 1778-1907)
- De Meyboom (1779-1926)
- De Palmboom (1781-1899), 1899-1987 stomp, herbouwd in jaren 1991-1993; van 1993 tot 2018 De Nieuwe Palmboom genaamd
- De Ploeg (1782-1902/1903)
- De Vrijheid (1785-heden)
- De Washington (De Wilhelmina) (1791-1903)
- De Walvisch (1794-heden)
- De Witte (1792-1895)
- De Batavier (1797-1907)
- De Noord (1803-heden); stenen voorganger gebouw uit 1707 genaamd De Noort Moole in 1803 gesloopt en herbouwd
- De Gapert (1634-1864)
- De Westmolen (1580-1869)
- De Gekroonde Brandersketel (De Brandersmolen) (1711-1872)
- De Kameel (1715-1868, 2011-heden)
- De Hoop (1727-1907)
- De Oost (1727-1962)
- De Star (1716-1823 uitgebrand en afgebroken; stond ten zuidwesten van De Vrijheid)
- De Draak (1854-jaren 50)
- De Nolet (2006-heden)

### Molen De Walvisch

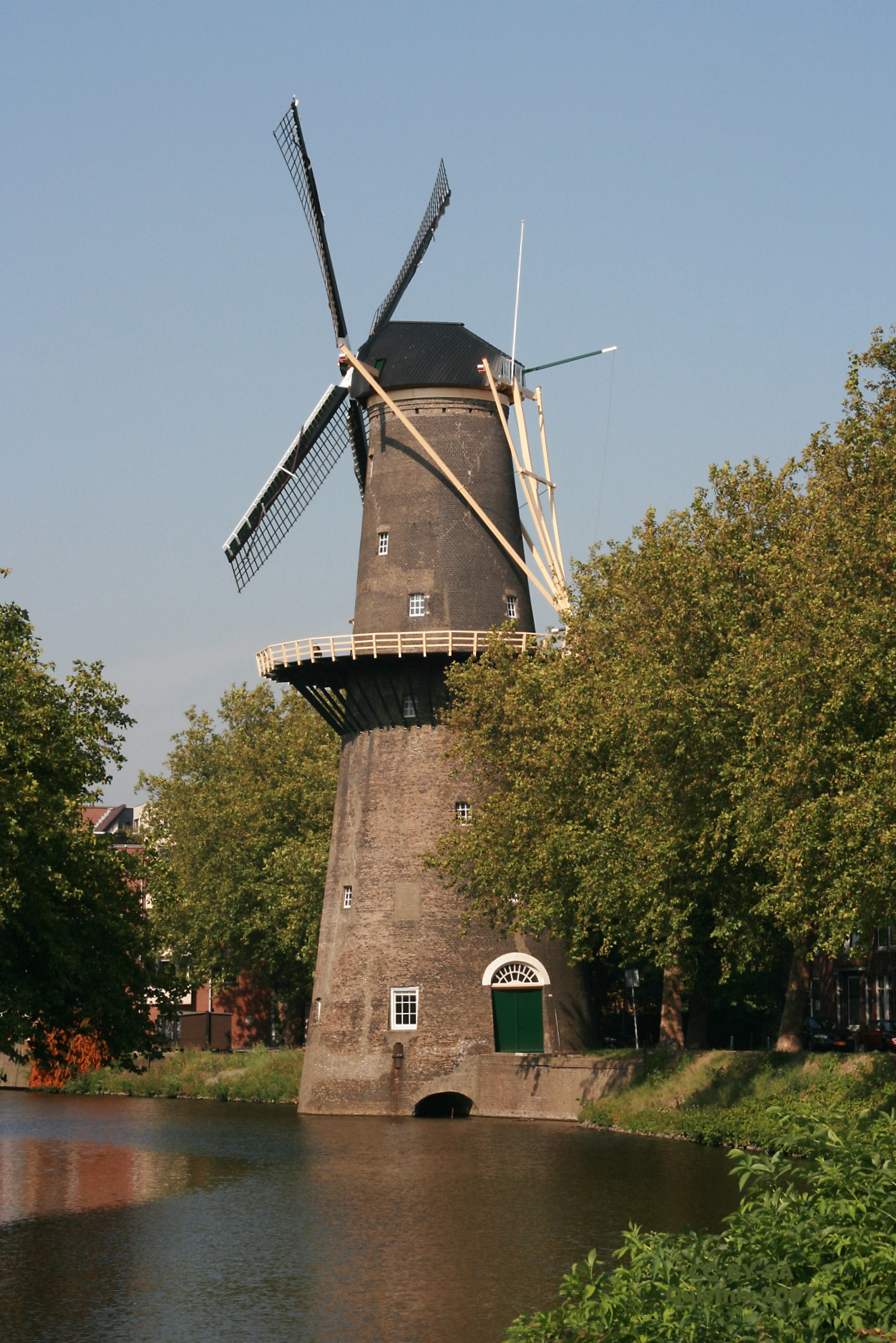
Molen De Walvisch

De Walvisch aan de Westvest werd gebouwd in 1794, de legger van de eerste steen was A. Nolet. Familie Nolet is nog steeds bekend in Schiedam om haar jenever en de hoogste stenen molen De Nolet. De molen is genoemd naar de Groenlandse walvisvaart die aan het eind van de 18e eeuw een bloeiperiode kende. De Walvisch werd gepacht door 26 stokers. Hij maalde granen voor de jenever. Begin 1900 verloor de molen tijdens een storm een stuk binnenroede; het duurde acht maanden voor hij weer vier wieken had. In 1928 werd hij verkocht aan de toen nog jonge vereniging De Hollandsche Molen uit Amsterdam. In december 1938 was er brand in De Walvisch. Na de brand ging deze weer malen. De Walvisch maalt een tijdje zelfs magnesium; dit levert een medicijn en zuiver koolzuurgas op, dat wordt verkocht aan de priklimonadefabriekjes die Schiedam in die jaren kent. In de jaren '50 begon molenaarsfamilie Kluit er een molenaarsbedrijf in. Bijzonder is dat zij ook in de molen woonden. Kluit kwam van molen De Noord in Rotterdam die op het Oostplein stond en in 1954 was afgebrand. In het begin van de jaren '70 moesten de balie en de buitenkant van de wieken worden gerestaureerd en werd er een geheel nieuwe kap geplaatst. Na onderzoek in 1982 bleek een nieuw bovenwiel nodig. Men ging in De Walvisch kant en klare broodbakpakketten produceren. Tot 14-02-1996 was dit bedrijf in De Walvisch gevestigd, want op die dag brandde hij door kortsluiting af. Alleen de romp bleef staan. Dankzij vele acties van Schiedamse bedrijven, instellingen en burgers is de restauratie van De Walvisch mogelijk gemaakt. In 1999 was De Walvisch weer draaivaardig en 2002 weer maalvaardig. Sinds Molendag 2002 (11 mei 2002) zit er weer een molenwinkel in, die behalve meelproducten veel leuks verkoopt: een groot assortiment ambachtelijk gemalen meel en bakproducten, maar ook vormen en klompen. In februari 2018 verhuisde het molenmuseum van molen De Nieuwe Palmboom naar molen De Walvisch.
De Vereniging De Hollandsche Molen heeft de molen overgedragen aan Stichting De Schiedamse Molens.

### Molen De Drie Koornbloemen

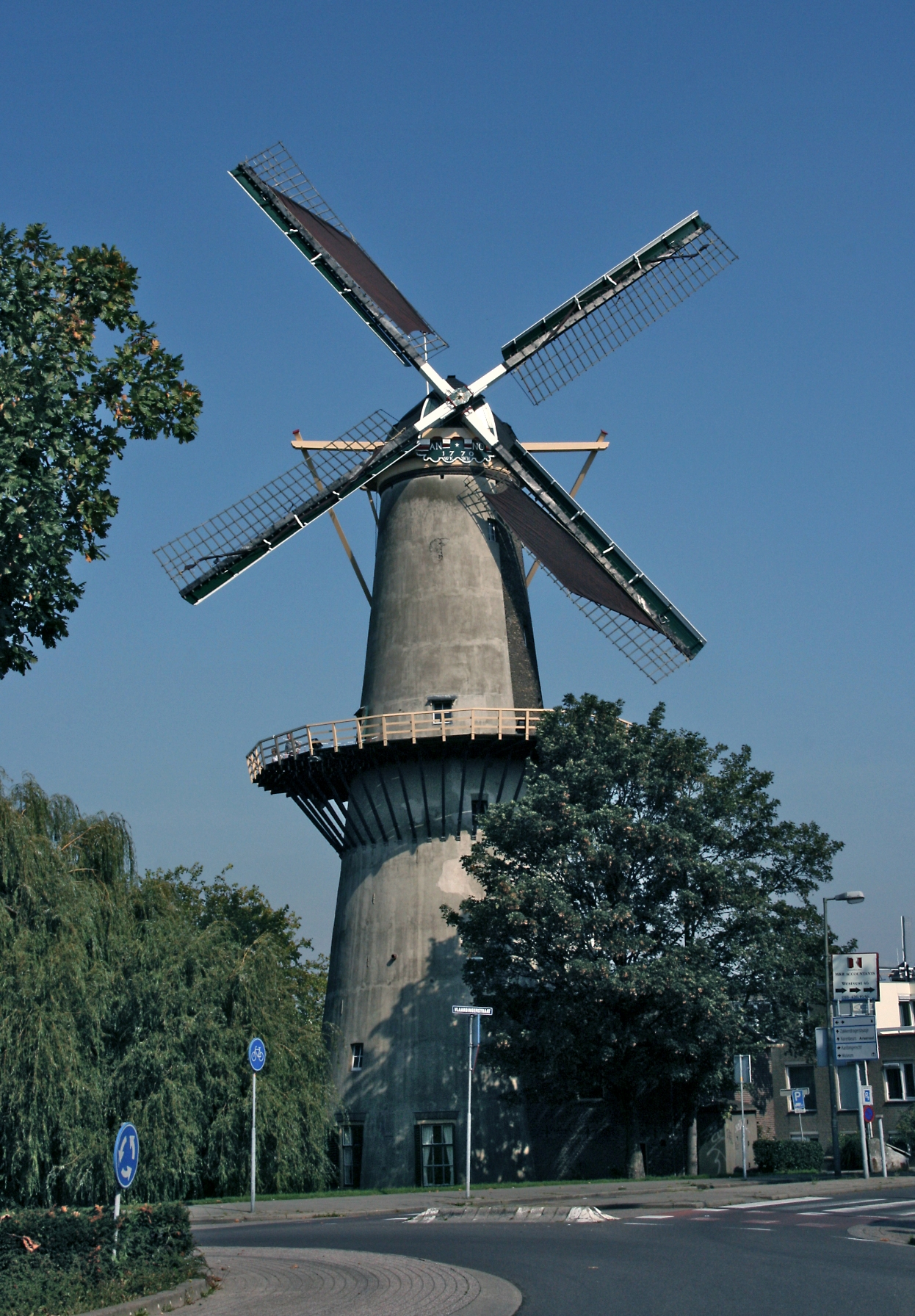
Molen De Drie Koornbloemen

Molen De Drie Koornbloemen uit 1770 is de oudste nog bestaande molen in Schiedam en eigendom van 18 branders. Het is de enige molen met een aan de molen verbonden molenaarshuis (vermoedelijk uit 1832).
In het begin van de 19e eeuw werd de molen gebruikt voor het zagen van mahoniehout en enkele jaren later als een pelmolen voor rijst. Toen in 1857 de maalbelasting werd opgeheven, besloot eigenaar Kouwenhoven om opnieuw voor de bakkers te gaan malen. Latere generaties Kouwenhoven begonnen met het malen van erwten, maïs en bonen voor de verwerking tot veevoeder. In 1938 kocht J. R. Sjoer de molen en knapte deze op om met de molen (en een kogelmolen, een trommel met daarin stalen ballen die de stenen verpulveren) stenen tot gruis te vermalen voor zijn steen- en tegelbedrijf. In de jaren '50 was er opnieuw een veevoeder- en graanbedrijf in de molen gevestigd.
In 1976 kocht de gemeente Schiedam de molen en later werden de molen en het molenaarshuis geheel gerestaureerd. Om de molen voor de toekomst te bewaren werd in 2007 de houten inrichting gerepareerd en herbouwd. Stichting De Schiedamse Molens is van plan om het vroegere pelwerk weer in de molen aan te brengen.

### Molen De Vrijheid
De Vrijheid aan de Noordvest 40 is de "buurmolen" van molen De Noord en werd in 1785 gebouwd in opdracht van een aantal branders, als stenen stellingmolen tussen de molen De Noord en de voormalige molen De Star (uit 1716, uitgebrand en gesloopt in 1823), maar tegen de zin van verschillende andere branders. Zij waren bang dat de nieuwe molen de windvang voor andere molens belemmerde door zijn breedte en grootte. De molen maalde voor de branderijen tot 1917.
Sinds 1917 kreeg de molen een andere maalactiviteit voor de nieuwe eigenaar, Cornelis Antonius Knock en begint met het malen van veevoeder. In 1939 moest de molen gerestaureerd worden. Gedurende de hongerwinter in 1944/1945 maalde de molen erwten en bonen voor de gaarkeuken. Na de oorlog werden de activiteiten stopgezet en in 1960 kocht de gemeente Schiedam de molen. Na een grondige restauratie door een groep vrijwilligers was de molen in 1974 weer maalvaardig. Na een verder restauratie in 1990 is De Vrijheid nu compleet ingericht en uitgerust met drie koppel stenen, waarvan één met elektrische hulpaandrijving, en draait voornamelijk in de weekenden. De Vrijheid is eigendom van de gemeente Schiedam.

### Molen De Noord

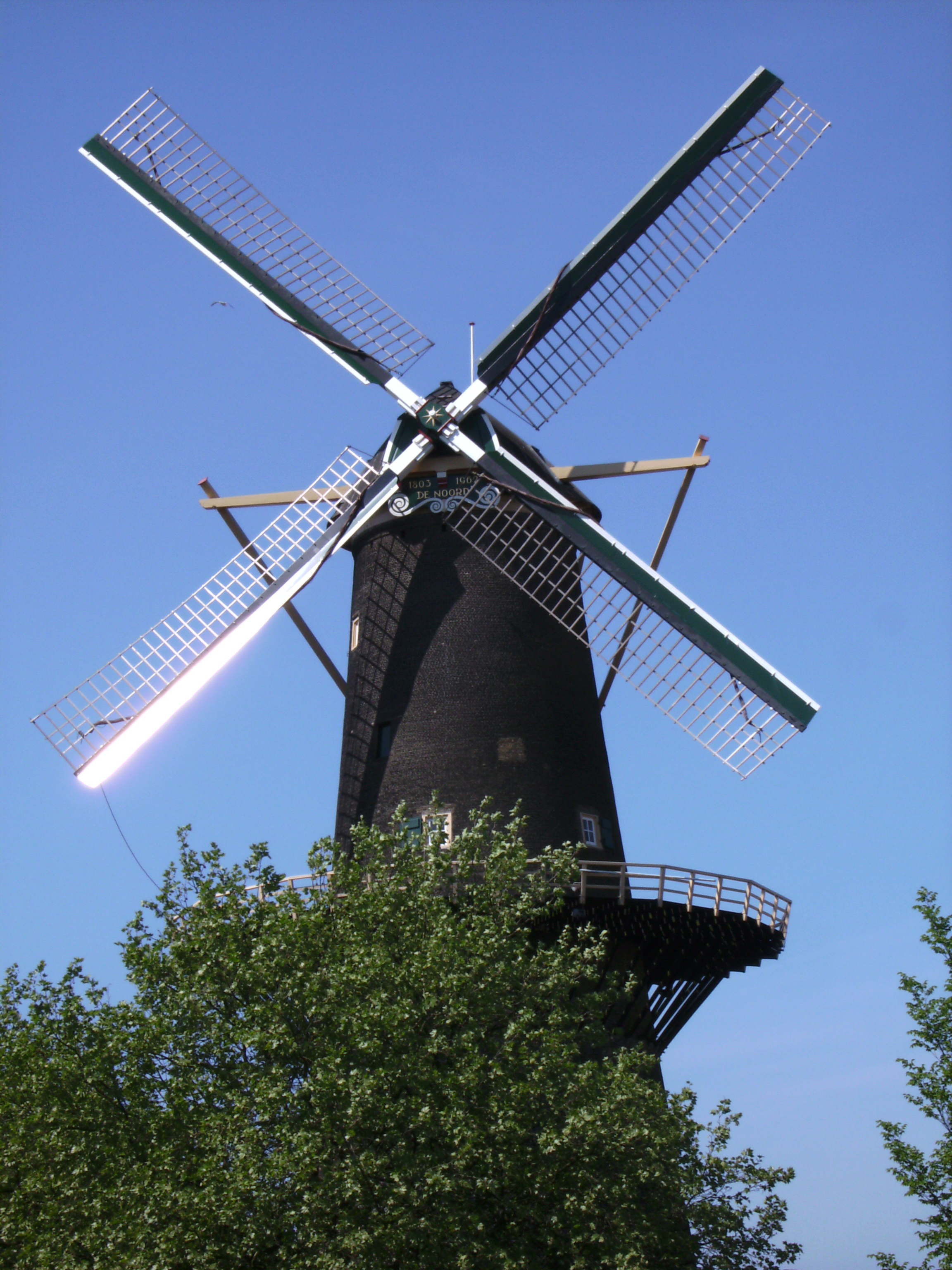
Molen De Noord

De Noord aan de Noordvest 38 was met 33,3 meter de hoogste Schiedamse Molen, 
Alleen 'De Hoop' in Breda is groter met haar 38 meter hoogte. 
Ondanks dat deze molen niet meer actief is, is het tot heden de één na hoogste molen ter wereld.
De hoogste molen ter wereld is nu de zesde (nieuwe) molen van Schiedam De Nolet (sinds 3 maart 2006).
De eerste stenen windmolen op deze plaats - genaamd De Noort Moole - is gebouwd in 1707 als een vervanging voor de houten standerdmolen uit rond 1400. In 1803 wordt de oude molen afgebroken en daarna dichter bij de waterkant herbouwd, als de 'nieuwe' huidige molen De Noord. De stichtingsstenen van beide molens zijn onder elkaar in de muur gemetseld. De molen maalde mout voor de Schiedamse branderijen. In het begin van de 20e eeuw wordt er in de molen veevoeder (en later tarwemeel voor de bakkers) gemalen. In de jaren 30 wordt geen gebruik meer gemaakt van windaandrijving. Het bovendeel van de molen - de kap, het wiekenkruis, het staartwerk en de balie - wordt verwijderd, zodat een peperbus met twee zolders overblijft.
Rond 1955 koopt de gemeente Schiedam de peperbus terug om hem weer tot een maalvaardige molen te restaureren. De restauratie (in twee fasen, rond 1962 en 1971) richtte zich meer op de verwijderde delen (kap, staartwerk, wiekenkruis en balie) dan op het overige gebouw (inrichting, maalwerk). In jaren 70 kon er weer graan op de wind gemalen worden. Na de restauratie werd in de molen een proeflokaal gevestigd- nu een restaurant.

### Molen De Palmboom
De Palmboom aan de Noordvest 34, oorspronkelijke bouw 1781, uitgebrand in 1901, herbouwd in 1991-1993. In de molen was tot 2018 het museum Museummolen De Nieuwe Palmboom gevestigd. Het museum gaf een blik in de molengeschiedenis. Molen De Walvisch heeft die functie nu overgenomen.

### Babbersmolen
Deze poldermolen heeft jarenlang als romp langs de spoorlijn Rotterdam-Hoek van Holland gestaan. Oorspronkelijk gebouwd als grondzeiler is hij bij de aanleg van die lijn verhoogd tot stellingmolen. Stichting De Schiedamse Molens heeft na aankoop het plan opgevat om van de stomp van de Babbersmolen weer een werkende molen te maken, de restauratie was eind 2012 klaar. De officiële ingebruikname volgde in 2013. De molen is buiten de oude stad gelegen. Hij behoort niet tot de stadsmolens en had ook een andere functie.

### Molen De Nolet

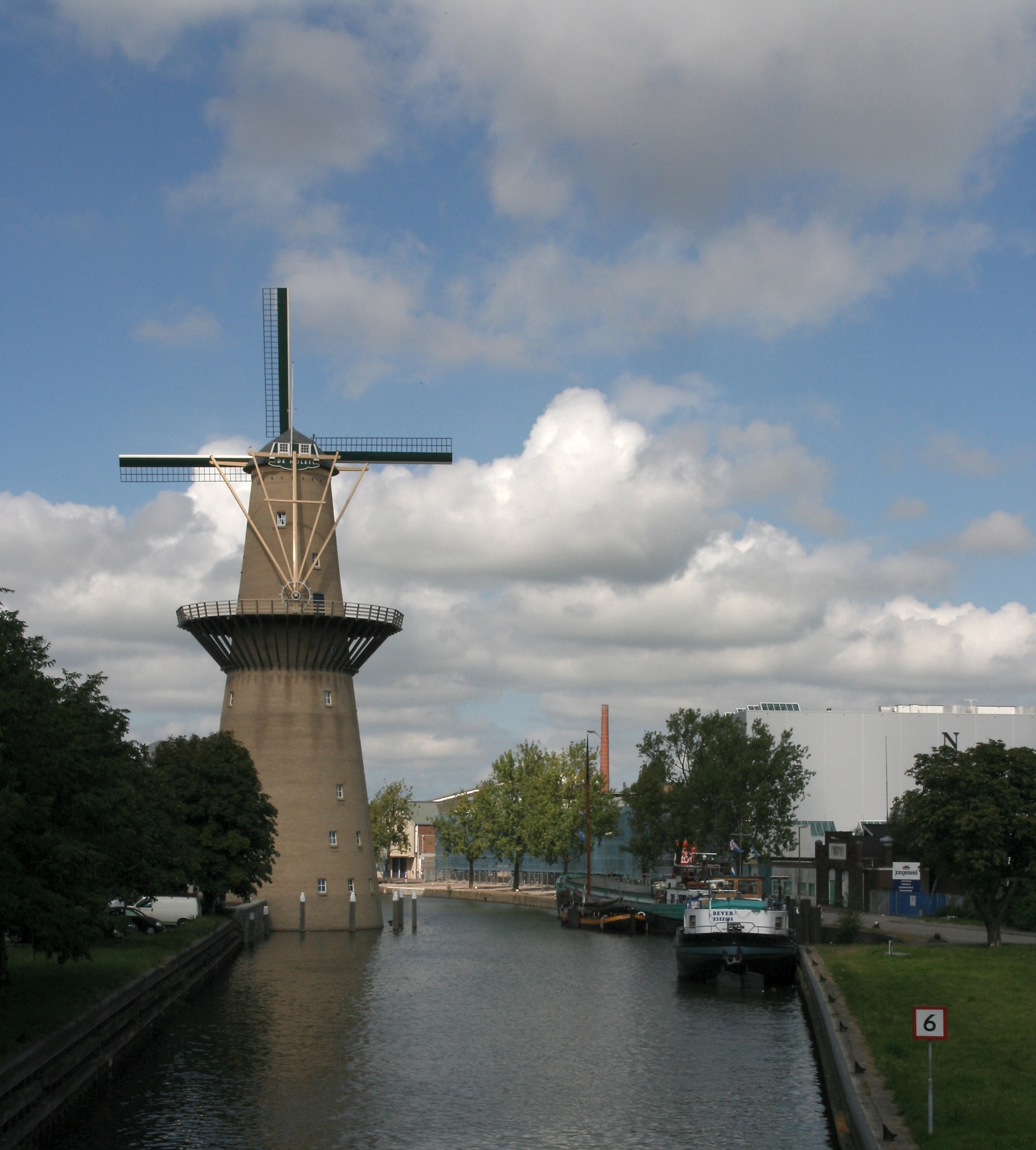
Molen De Nolet

Na een bouwperiode van 2 jaar is aan de nieuwe Schiedamse molen De Nolet op 3 maart 2006 de laatste hand gelegd, de wieken zijn op die dag geplaatst en de molen werd in mei 2006 in gebruik genomen. De molen is eigenlijk een windturbine in de vorm van een molen. De wieken bestaan uit rotorbladen, waartegen een hekwerk is gezet dat verder geen dienstdoet. De Nolet is met tien zolders (men noemt een verdieping in een molen een zolder) de hoogste molen (42,5 meter en inclusief de aerodynamische wieken zelfs 55 meter) ter wereld. De kap met de aerodynamische wieken kan  360 graden draaien. In de kap wordt de windkracht omgezet in energie voor de distilleerderij.